# Cecil Francis Parr
Cecil Francis Parr (Grappenhall and Thelwall, 2 agosto 1847 – Hertfordshire, 13 gennaio 1928) è stato un tennista britannico.

## Biografia
Studiò legge all'Inner Temple a partire dal 1871, divenendo avvocato tre anni più tardi. Per anni fu uno dei principali uomini di legge londinesi, tanto da apparire negli almanacchi inglesi specializzati.
Appassionato di tennis, partecipò al singolare maschile del torneo di Wimbledon 1879, distinguendosi come uno dei migliori giocatori della rassegna. Riuscì a passare i turni preliminari e raggiunse la semifinale, venendo tuttavia battuto dal futuro campione John Hartley (6-2, 0-6, 1-6, 1-6). Disputò anche un'insolita finale per il terzo posto contro il secondo classificato Vere St. Leger Goold, anche questa persa (6-4, 2-6, 6-5, 4-6, 4-6).
L'anno successivo partecipò alla prima edizione del Manchester Open, anche qui arrivando in semifinale. Abbandonato il tennis tornò a fare l'avvocato, morendo nel 1928.